# Atemptat de Kabul de juliol de 2016
L'atemptat de Kabul fou un atac suïcida esdevingut a Kabul, capital de l'Afganistan, el 20 de juny de 2016. Aquest atac fou perpetrat a les 03.30 de la matinada (01.30 GMT). De resultes de l'atac, 14 persones van resultar mortes, i 9 més van resultar ferides. L'atac fou reivindicat pels talibans i per Estat Islàmic.
L'atac va tenir lloc contra un minibús que transportava guàrdies de seguretat nepalesos cap a l'ambaixada canadenca. L'atacant estava al complex on treballaven els guàrdies, i va aproximar-se a peu cap al minibús, que estava retingut a causa del trànsit. Seguidament, l'atacant es va detonar, amb el resultat de què 14 guàrdies de seguretat van morir, i 9 persones més en van resultar ferides, 5 empleats nepalesos i 4 civils afganesos, que estaven en un mercat adjacent al lloc de l'atac.
Un portaveu talibà, Zabihullah Mujahid, va reivindicar la responsabilitat de l'atac, afirmant que es tractava d'un acte "contra les forces d'agressió" a l'Afganistan. L'atac també fou reivindicat per Estat Islàmic.

## Reaccions
- Afganistan: El representant afganès Abdul·là Abdul·là va declarar que l'atac fou un acte de "terror i intimidació".[3]
- Nepal: Un portaveu del ministeri d'afers exteriors nepalès, Bharat Raj Paudyal, afirmà que el govern nepalès, mitjançant la seva ambaixada al Pakistan, està treballant en la identificació de les víctimes i en esbrinar els detalls de l'atac.[3]
- Canadà: El primer ministre canadenc, Justin Trudeau declarà que es va tractar d'un atac "covard", i que els seus pensaments "estan amb les víctimes i amb el poble afganès".[4] El ministre d'afers exteriors canadenc, Stéphane Dion, també va condemnar l'atac, i declarà que "moltes de les víctimes van formar part de la família de la nostra ambaixada durant anys, i els recordarem pel seu servei en la protecció dels homes i dones de l'Ambaixada del Canadà a l'Afganistan."[4]